# Charles Carroll de Carrollton
Charles Carroll (19 de setembre de 1737 – 14 de novembre de 1832), conegut com a Charles Carroll de Carrollton o Charles Carroll III per distingir-lo d'altres familiars seus, fou un ric agricultor de Maryland i un dels primers en advocar en favor de la independència envers el Regne de Gran Bretanya. Va ser delegat al Congrés Continental i al Congrés de la Confederació i més tard va esdevenir el primer senador dels Estats Units per Maryland. Va ser l'únic signant catòlic de la Declaració d'Independència.
Nascut a Annapolis, Maryland, Carroll va heretar extenses finques agrícoles i es va convertir en un dels individus més rics de Maryland. Encara que no podia ocupar cap càrrec a Maryland a causa de la seva religió, Carroll va destacar com a líder del moviment estatal per la independència. Va ser delegat de la Convenció d'Annapolis i va ser escollit com a delegat al Congrés Continental el 1776. Va prendre part en una missió diplomàtica sense èxit que el Congrés va enviar a Canadà amb l'esperança de guanyar el suport dels canadencs francesos.
Carroll va servir al Senat de Maryland entre 1781 i 1800. Va ser escollit com un dels representants inaugurals de Maryland al Senat dels Estats Units, però hi va renunciar l'anyn 1792 després que Maryland aprovés una llei que prohibia ostentar alhora un càrrec federal i estatal. Després de retirar-se de la vida política, va ajudar a establir el Ferrocarril de Baltimore i Ohio. Va ser el darrer signant supervivent de la Declaració d'Independència i va morir 56 anys després que es signés el document.

## Ascendència
La família Carroll era descendent dels senyors Ó Cearbhaill d'Éile (Lords d'Ely), del comtat de King's (actualment Comtat d'Offaly), a Irlanda. L'avi de Carroll era el britànic Charles Carroll el Colonitzador (1660-1720) de Litterluna; era descendent de Daniel O'Carroll d'Aghagurty Clareen, a tres milles al sud de Kinnitty, i secretari de l'oficina de Lord Powis. Carroll va abandonar la seva nativa Irlanda (King's County) al voltant de l'any 1659 i va emigrar a St. Mary's City, capital de la colònia de Maryland, en 1689, amb una comissió com a fiscal general del propietari catòlic de la colònia, Charles Calvert, 3r baró de Baltimore.
Charles Carroll el Colonitzador era fill de Daniel O'Carroll de Litterluna. La "O" dels cognoms irlandesos sovint s'obviava a causa de la política d'anglicització de l'anglès ocupant, especialment durant el període de les "Lleis Penals". Charles Carroll el Colonitzador tenia un fill, nascut l'any 1702 i també nomenat Charles. Per distingir-se del seu pare, era conegut com a Charles Carroll d'Annapolis.

## Infantesa i joventut

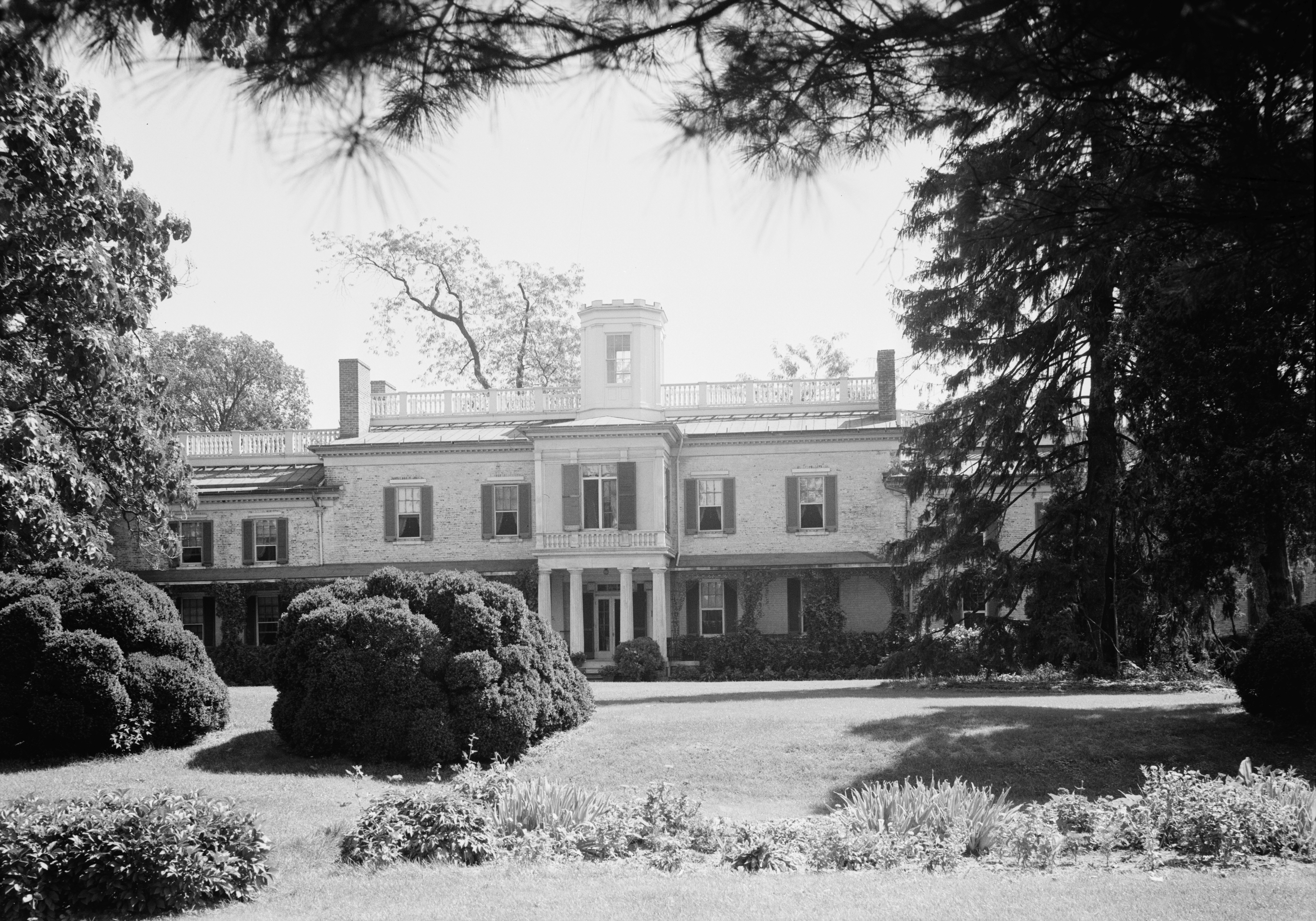
Doughoregan Manor, llar de la família Carroll, actualment és un lloc d'interès històric.

Carroll va néixer el 19 de setembre de 1737 a Annapolis, Maryland, essent l'únic fill de Charles Carroll d'Annapolis (1702-1782) i Elizabeth Brooke (1709-1761). Va néixer il·legítim, ja que els seus pares no estaven casats en el moment del seu naixement, per raons tècniques que fer amb l'herència de les propietats familiars de Carroll. Es van casar finalment en 1757.
El jove Carroll va ser educat en una escola preparatòria dels jesuïtes coneguda com a Bohèmia Manor al comtat de Cecil en la costa oriental de Maryland. Als onze anys, va ser enviat a França, on va continuar a les escoles jesuïtes; primer al Col·legi de St. Omer i després al Lycée Louis-le-Grand (Louis el Gran Col·legi) a París, es va graduar el 1755. Va continuar els seus estudis a Europa i va llegir la llei a Londres abans de tornar a Annapolis 1765.
Charles Carroll d'Annapolis va concedir Carrollton Manor al seu fill, Charles Carroll de Carrollton. És d'aquesta terra que va prendre el seu títol, "Charles Carroll de Carrollton". Igual que el seu pare, Carroll era un catòlic romà, i com a conseqüència va ser prohibit per l'estatut de Maryland d'entrar a la política, practicar lleis i votar. Això no va impedir que es convertís en un dels homes més rics de Maryland (o en qualsevol lloc de les Colònies), propietaris de grans finques agrícoles, entre els quals destaca la gran casa pairal de Doughoregan, Hockley Forge i Mill, i proporcionant capital per finançar nous empreses a la riba occidental.

## Revolució Americana

### Veu per la independència
Carroll no es va interessar inicialment per la política i, en qualsevol cas, als catòlics se'ls impedia ocupar càrrecs a Maryland d'ençà de la Llei de 1704 que pretenia "evitar el creixement del papisme en aquesta Província". Però a mesura que la disputa entre Gran Bretanya i les seves colònies es va intensificar a principis de la dècada de 1770, Carroll es va convertir en una poderosa veu en favor de la independència. El 1772 va participar en un debat realitzat a través de cartes anònimes de diaris, mantenint el dret de les colònies a controlar els seus propis impostos. Escrivint al Maryland Gazette sota el pseudònim "Primer ciutadà", es va convertir en un destacat portaveu contra la proclamació del governador que augmentava les tarifes legals als càrrecs estatals i clergues protestants. En oposició a Carroll en aquests debats escrits i escrivint com "Antillon" hi havia Daniel Dulany el Jove, un destacat advocat i polític lleialista. En aquests debats, Carroll va argumentar que el govern de Maryland havia estat durant molt de temps el monopoli de quatre famílies, els Ogles, els Taskers, els Bladens i els Dulanys, mentre que Dulany prenia una postura contrària. Finalment es va difondre la veritable identitat dels dos combatents i la fama i notorietat de Carroll van començar a créixer. Dulany aviat va recórrer a atacs personals ad hominem a "First Citizen", i Carroll va respondre, de manera estadista, amb restriccions considerables, argumentant que quan Antillon es va comprometre en "abusos virulents invectius i il·liberals, podríem suposar amb raó, que els arguments volen, o que la ignorància o la incapacitat no saben com aplicar-les".
Després d'aquests debats escrits, Carroll es va convertir en un dels principals opositors del govern britànic i va servir en diversos comitès de correspondència. També va tenir un paper important en la crema al port d'Annapolis de Peggy Stewart, un vaixell que portava te a Maryland que va ser destruït el 19 d'octubre de 1774 com a part de les protestes del grup del te contra els impostos especials britànics promulgats pel Parlament en la "Llei de te". El dia de la crema es commemora a Maryland com una festa estatal i esdeveniment històric que commemora la Revolució americana, conegudt com el "Peggy Stewart Day" el 19 d'octubre.
Sembla que a principis dels anys 1770, Carroll havia acceptat la idea que només la violència podria trencar el carreró sense sortida amb la Gran Bretanya. Segons la llegenda, Carroll i Samuel Chase (que més tard signarien la Declaració d'Independència en nom de Maryland) van tenir el següent intercanvi:
Chase: "Tenim el millor dels nostres oponents, els hem escrit per complet".
Carroll: "I creus que l'escriptura resol la qüestió entre nosaltres?"
Chase: "Per estar segur, què més podem recórrer?"
Carroll: "La baioneta. Els nostres arguments només augmentaran els sentiments de la gent a aquest terreny, quan es tracti d'una guerra oberta com a àrbitre de la disputa".

### Representant de Maryland
Començant per la seva elecció al comitè de correspondència de Maryland el 1774, Carroll va representar la colònia en la majoria dels grups pre-revolucionaris. Es va convertir en membre del primer Comitè de seguretat d'Annapolis el 1775. Carroll va ser delegat de la Convenció d'Annapolis (1774-1776), que va funcionar com a govern revolucionari de Maryland davant la Declaració d'independència. El 1776, va ser seleccionat com a delegat al Congrés Continental.
A principis de 1776 el Congrés el va enviar a una missió diplomàtica de tres homes al Canadà, per tal de demanar assistència dels canadencs francesos en l'enfrontament amb la Gran Bretanya. Carroll era una excel·lent opció per a aquesta missió, ja que parlava el francès amb fluïdesa i era catòlic romà i, per tant, adequat per a les negociacions amb els catòlics francòfons del Quebec. Es va unir a la comissió amb Benjamin Franklin, Samuel Chase i el seu cosí John Carroll. La comissió no va complir la seva missió, principalment a causa del fracàs de la simultània invasió del Canadà.

### Signant de la Declaració d'Independència
Carroll va ser escollit al Congrés Continental el 4 de juliol de 1776 i va exercir com a delegat fins al 1778. Va arribar massa tard per votar a favor de la Declaració d'Independència, però va ser-hi present per signar el document oficial que avui sobreviu. Després de la mort de Thomas Jefferson i John Adams el 4 de juliol de 1826, Carroll es va convertir en l'últim signant viu de la Declaració d'Independència.
La seva signatura diu "Charles Carroll de Carrollton", per distingir-lo del seu pare "Charles Carroll d'Annapolis", que encara vivia en aquella època, i de diversos altres Charles Carrolls a Maryland, com Charles Carroll, Barrister o el seu fill Charles Carroll, Jr., també conegut com a Charles Carroll de Homewood. En general, els historiadors solen referir-s'hi d'aquesta manera. En el moment era un dels homes més rics d'Amèrica. Al llarg del seu mandat en el Segon Congrés Continental, va ser membre de la junta de guerra.

### Membre del Senat dels Estats Units
Carroll va tornar a Maryland el 1778 per ajudar en la formació d'un govern estatal. Carroll va ser reelegit al Congrés Continental el 1780, però va declinar. Va ser elegit al Senat de l'Estat de Maryland el 1781 i hi va servir de forma contínua fins al 1800.
El novembre de 1779, la Cambra de Delegats de Maryland es va debatre aprovar una llei que confisqués la propietat dels que havien donat suport a la Corona durant la Revolució. Carroll es va oposar a aquesta mesura, va qüestionar els motius dels que pressionaven per la seva confiscació i va argumentar que la mesura era injusta. No obstant això, els moviments per confiscar la propietat dels tories tenien un gran suport popular i, finalment, la mesura es va aprovar el 1780.
Quan es va crear el govern dels Estats Units, la legislatura de Maryland el va triar per al primer Senat dels Estats Units. El 1792, Maryland va aprovar una llei que prohibia a qualsevol home servir alhora en un càrrec legislatiu estatal i federal. Carroll va optar per romandre al Senat de Maryland i va renunciar al Senat dels Estats Units el 30 de novembre de 1792.

## Actitud envers l'esclavitud
La família Carroll era propietària d'esclaus, i el mateix Charles Carroll era un agricultor ric i important. Carroll es va oposar, en principi, a l'esclavitud, preguntant retòricament "Per què mantenir viva la qüestió de l'esclavitud?, És reconegut per tots com un gran mal". No obstant això, tot i que va donar suport a la seva gradual abolició, no va alliberar els seus propis esclaus. Carroll va introduir un projecte de llei per a l'abolició progressiva de l'esclavitud al senat de Maryland, però no va prosperar. El 1828, als 91 anys, va exercir com a president de la Societat Auxiliar de Colonització de l'Estat de Maryland, la branca de Maryland de la American Colonization Society, una organització dedicada a retornar els negres americans per dirigir les vides lliures als estats africans com Libèria.

## Darrers anys i llegat
Carroll es va retirar de la vida pública el 1801. Després de l'elecció de Thomas Jefferson com a president, va tenir una gran ansietat envers l'activitat política i no va simpatitzar amb la Guerra de 1812. Va ser escollit membre de la Societat Antiquària dels Estats Units el 1815. Carroll va sortir de la seva jubilació per ajudar a crear el Ferrocarril de Baltimore i Ohio el 1827. En 1828 va encarregar la construcció de la Phoenix Shot Tower i en va col·locar la primera pedra del que seria l'edifici més alt dels Estats Units fins al Monument de Washington. El seu últim acte públic, el 4 de juliol de 1828, va ser la col·locació de la primera pedra del ferrocarril.
Al maig de 1832, se li va demanar que aparegués en la primera Convenció Nacional Demòcrata però no hi va assistir a causa de la mala salut. Carroll va morir el 14 de novembre de 1832 a Baltimore. El seu funeral va tenir lloc a la catedral de Baltimore (actualment coneguda com la Basílica del Santuari Nacional de l'Assumpció de la Mare de Déu), i és enterrat a la seva capella Manor Doughoregan a Ellicott City, Maryland.
Carroll va finançar l'edifici del que avui es coneix com a Homewood House, una finca de 140 acres (570.000 m²) al nord de Baltimore, Maryland, com a regal de noces al seu fill, Charles Jr. i Harriet Chew. Charles Jr. va supervisar el disseny i la construcció de la casa, que va començar el 1801 i va ser majoritàriament acabada el 1808. La investigació mostra que va incorporar suggeriments de la seva dona. Va trigar cinc anys a construir-se i va costar 40,000 dòlars, quatre vegades la despesa pressupostada. La casa mai no va complir les expectatives de la família, ja que no va fer res per guarir l'oci i l'alcoholisme de Charles Jr., factors que van provocar el fracàs del matrimoni vinculant la separació. Homewood va ser donada a la Universitat Johns Hopkins el 1876 i més tard es va convertir en el seu campus principal. Avui, Johns Hopkins empra Homewood House com a museu i la seva arquitectura d'estil federal serveix d'inspiració per a l'arquitectura del campus Hopkins.
La casa del gendre de Carroll, Richard Caton, Brooklandwood al comtat de Baltimore, es va afegir al Registre Nacional de Llocs Històrics el 1972.
Carroll és recordat en la tercera estrofa de la cançó estatal Maryland, My Maryland.
| « | (anglès) Thou wilt not cower in the dust, Maryland! My Maryland! Thy beaming sword shall never rust, Maryland! My Maryland! Remember Carroll's sacred trust, Remember Howard's warlike thrust,– And all thy slumberers with the just, Maryland! My Maryland | (català) No et faràs créixer en la pols, Maryland! My Maryland! L'espasa de la teva germana mai no s'oxirà, Maryland! My Maryland! Recordeu la sagrada confiança de Carroll, Recordeu l'empenta bèl·lica de Howard, - I tots els teus complots amb els justos, Maryland! My Maryland | » |

En honor seu porten el seu nom diversos comtats a Arkansas, Geòrgia, Illinois, Indiana, Iowa, Maryland, Mississipi, Missouri, Nou Hampshire, Ohio i Virginia, així com dues parròquies de Louisiana, East i West Carroll. El comtat de Carroll, Kentucky i la capital del comtat, Carrollton, porten el seu nom. També porten el seu nom el barri de Carroll Gardens a Brooklyn i els barris de Greater Carrollwood de Tampa; així com la ciutat de New Carrollton, Maryland, seu de la Charles Carroll Middle School, i la ciutat de Carroll, Nova York. La Universitat de Carroll a Waukesha, Wisconsin, s'anomena així en honor seu. A més, Charles Carroll High School al barri de Port Richmond de Filadèlfia porta el nom de Charles Carroll.
El 1876 es va celebrar a Filadèlfia l'exposició centenària celebrada per commemorar el naixement dels Estats Units. La Unió d'Abstinència Catòlica d'Amèrica va encomanar la Font Catòlica d'Abstinència Total per a l'Exposició del Centenari que inclou una estàtua de Charles Carroll. La font va ser encarregada i creada per l'escultor Herman Kim per promoure la moralitat nord-americana i la peça central de la font era una estàtua de Moisès. L'estàtua de Moisès és el centre de la font i hi ha altres quatre estàtues que l'envolten. Les altres quatre estàtues, que componen els punts de la Creu de Malta, són estàtues de Carles Carroll de Carrollton, signant de la Declaració d'Independència, el pare Mathew, Gran Apòstol de la temprança, John Barry, un oficial distingit de la revolució Americana i pare de la Marina nord-americana, i l'arquebisbe John Carroll, el sacerdot patriota de la revolució americana. Actualment, la font està situada al West Fairmount Park, a Filadèlfia.
El 1903, l'estat de Maryland va afegir una estàtua de bronze de Charles Carroll de Carrollton a la col·lecció National Statuary Hall del Capitoli dels Estats Units. Està ubicat a la Cripta.
El 1906, la Universitat de Notre Dame va construir el que ara es coneix com a Carroll Hall, una residència que porta el nom de Charles Carroll.
La casa Paca-Carroll del St. John's College porta els noms de Carroll i el seu company signant de la Declaració d'Independència, William Paca.

## Família

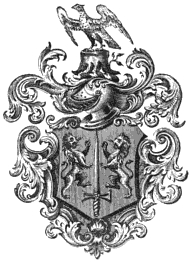
Armes dels Carroll de Maryland

Charles Carroll de Carrollton es va casar amb Mary Darnall (1749-1782), coneguda com a Molly, el 5 de juny de 1768. Era neta de Henry Darnall. Van tenir set fills abans que Molly morís l'any 1782, però només tres van sobreviure a la infància:
- Mary Carroll (1770-1846), casada amb Richard Caton (1763-1845), un comerciant anglès de Baltimore. Entre 1820 i 1832, Carroll hivernaria amb els Caton a Baltimore. Les seves filles eren:
  - Marianne (Caton) Patterson (1788-1853), cunyada d'Elizabeth Patterson Bonaparte, i casada posteriorment amb l'estadista britànic Richard Wellesley, primer marquès Wellesley (1760-1842), que era germà del llegendari comandant militar Arthur Wellesley, primer duc de Wellington, de qui es creia que havia estat anteriorment l'amant de Marianne.
  - Elizabeth Stafford-Jerningham (1790-1862), baronessa Stafford.
  - Louisa Hervey-Bathurst (1793-1874) després Louisa D'Arcy-Osborne, Duquessa de Leeds
  - Emily Caton (1794/5-1867), casada amb John McTavish (1788-1852), cònsol britànic a Baltimore, i van ser pares de quatre fills, entre ells Mary Wellesley McTavish (1826-1915), esposa de Henry George Howard (dels comtes de Carlisle).
- Charles Carroll Jr. (1775-1825) (sovint conegut com a Charles Carroll de Homewood perquè en supervisava el seu disseny i construcció), casat amb Harriet Chew (1775-1861) i va viure a Filadèlfia. Harriet era la filla de Benjamin Chew, el cap de justícia de Pennsilvània, i la seva germana es va casar amb John Eager Howard que havia servit al Senat amb Charles Carroll de Carrollton. Charles Jr. era alcohòlic i suposadament consumia fins a dos quarts (prop de 2 litres) de brandi al dia. Això va portar a un comportament erràtic que va suposar la seva separació de Harriet.
- Catherine ("Kitty") Carroll (1778-1861), casada amb Robert Goodloe Harper (1765-1826), advocat i senador dels EUA.

Avui dia, els descendents de Carroll continuen sent propietaris de Doughoregan Manor, el parc de terra més gran del Comtat de Howard, Maryland, amb més de 1000 acres (4 km²) de terrenys valuosos però històricament preservats a Ellicott City, Maryland.

## Carroll a la ficció
Charles Carroll va ser interpretat per l'actor Terrence Currier a la pel·lícula National Treasure (2004), protagonitzada per Nicolas Cage. Es descriu amb precisió com a l'últim signant viu de la Declaració d'Independència. Encara que la pel·lícula no ho explica explícitament, s'infereix que Carroll va morir a Washington. Sexplica de manera inexacta, però, que Carroll era un francmaçó; els historiadors de la maçoneria coincideixen a afirmar que no hi ha evidència que ho fos, encara que el seu fill (també anomenat Charles Carroll) és conegut per haver-ne estat membre. Una escena que no es va incloure en la versió final de la pel·lícula (però sí que apareix com una escena eliminada al DVD) mostra el llavors president Jackson sortint de la Casa Blanca per trobar el cos de Carroll en un carruatge.
Carroll s'esmenta a la pel·lícula Allò que el vent s'endugué.